# النسوية في الصين
بدأت النسوية في الصين بالظهور في القرن العشرين بالتزامن مع الثورة الصينية. ترتبط النسوية في الصين الحديثة ارتباطًا وثيقًا بالاشتراكية والقضايا الطبقية. يعتقد بعض المعلقين أن هذا الارتباط يضر بالحركة النسوية في الصين، ويجادلون بأن مصالح الحزب تعلو فوق مصالح النساء.

## التاريخ

### قبل عام 1900
قبل القرن العشرين، اعتُبرت النساء في الصين مختلفات جذريًا عن الرجال. رغم ارتباط النساء باليين والرجال باليانغ -النوعان متساويان في الأهمية من قبل الطاوية- يُعتقد أن النساء يقعن في منزلة أدنى من الرجال في الترتيب الهرمي للكون. أوضح كتاب التغيرات أنه «تظهر التقوى العظيمة في أن الرجل والمرأة يشغلان أماكنهما الصحيحة، المكانة نسبية للسماء والأرض». كان من المتعين على النساء الخضوع والطاعة للرجال، ولم يُسمح لهن عادةً بالمشاركة في المؤسسات الحكومية أو العسكرية أو المجتمعية. في حين كانت هناك استثناءات ممتدحة في التاريخ والأدب الصيني، مثل: جنرالة سلالة سونغ الحاكمة ليانغ هونغ يو، والمحارِبة الأسطورية هوا مولان، إذ كانت هذه علامات على الوضع المزري في الصين حينها. قبل القرن العشرين، كان يُعتقد بأن هؤلاء النساء الاستثنائيات قاتلن في سبيل الدفاع عن النظام والمجتمع الأبوي التقليدي الصيني لا لتغييره.

### القرن العشرون
بدأ عدد من النساء -وبعض الرجال- التحدث علنًا ضد هذه الظروف في أواخر القرن التاسع عشر وأوائل القرن العشرين، لكن دون جدوى. لم يبدأ الوضع بالتغير إلا بقيام ثورة شينهاي في عام 1911. في سياق هذه الانتفاضة الواسعة ضد سلالة تشينغ الحاكمة، نشأت عدة وحدات متمردة، مثل: الجيش النسائي الثوري في وو شو تشينغ، وجيش يين وي جيون ولين زونجكسوي النسائي بتشجيانغ، نساء تانغ تشونينج في لواء الحملة الشمالية، والعديد من الوحدات الأخرى. حلّت الحكومة المؤقتة لجمهورية الصين جميعَ هذه الوحدات في 26 فبراير 1912 -غالبًا- لأسباب شوفينية. شجعت حقيقةُ قتال النساء إلى جانب الرجال العديدَ ممن شاركن في الميليشيات النسائية على أن يصبحن ناشطات سياسيات ساعيات من أجل التغيير.
نشطت جماعات حقوق المرأة يومًا بعد آخر في الصين؛ نتيجة لموافقة الحكومة في أعقاب الثورة الشيوعية: «فكان ظهور حركة نسائية قوية نشطة هو أحد أكثر مظاهر التغيير الاجتماعي والنهضة -التي رافقت الثورة في الصين- إثارةً للدهشة».
مع بداية السبعينيات من القرن الحالي وحتى الثمانينيات، بدأت العديد من النسويات الصينيات يتحدثن عن كون الحكومة الشيوعية «على استعداد دائم للتعامل مع تحرير المرأة على أنه شيء يجب تحقيقه في وقت لاحق، بعد أن حوفظ على عدم المساواة الطبقية». تزعم بعض النسويات أن جزءًا من المشكلة هو ميل من جانب الحكومة لتفسير «المساواة» على أنها مماثَلة، ثم معاملة النساء وفقًا لمعايير -غير مألوفة- تخص حياة الذكور الطبيعية.

### القرن الواحد والعشرون
عام 2001، عدلت الصين قانون الزواج، فاعتُبر الاعتداء سببًا للطلاق.
عام 2005، أضافت الصين أحكامًا جديدة إلى «قانون حماية حقوق المرأة» تشمل التحرش الجنسي. في عام 2006، أُعِد «ملحق شنغهاي» للمساعدة في تحديد المزيد من تعريفات التحرش الجنسي في الصين.
في عام 2013، ربحت أول امرأة ترفع دعوى قضائية ضد التمييز بين الجنسين في الصين -البالغة من العمر 23 عامًا والتي تحمل الاسم المستعار لتساو مو- تسويةً صغيرة تبلغ ثلاثين ألف ين واعتذارًا رسميًا من أكاديمية جيورين.
في عام 2015، سنّت الصين أول قانون -على مستوى البلاد- يحظر العنف الأسري، لكنه استبعد الأزواج من نفس الجنس، ولم يتطرق للعنف الجنسي. حدد القانون أيضًا تعريفات للعنف الأسري لأول مرة.
أصبح العنف الأسري موضع نقاش عام في الصين في عام 2011 ، بعدما نشرت الأمريكية كيم لي صورًا تبين عدة كدمات بوجهها على وسائل التواصل الاجتماعي الصينية متهمة زوجها مدرس اللغات بالصين -لي يانغ- بالعنف الأسري. ذكرت كيم في وقت لاحق في صحيفة نيويورك تايمز أن الشرطة أخبرتها أنه ما حدث لا يعَد جريمة، اعترف زوجها بضربها لكنه انتقدها لمناقشتها أمور خاصة علانيةً.
في عام 2017، جُمِّدت صفحة نيتشان تشي شونغ «الأصوات النسوية» على موقع سينا ويبو -وهو حساب يخص منظمة نسوية هامة في الصين- مدة ثلاثين يومًا، بعد نشرها مقالًا عن إضراب النساء المخطط له في الولايات المتحدة في 8 مارس (اليوم العالمي للمرأة). ثم حُذِف الحساب في مارس 2018.
في عام 2019، أُصدِر توجيه حكومي يحظر على أرباب العمل في الصين وضع إعلانات وظائف تتضمن جمل «يفضل من الرجال» أو «رجال فقط»، ويحظر على الشركات سؤال النساء اللائي يبحثن عن وظائف عن خطط إنجابهن وزواجهن أو مطالبة المتقدمين بإجراء اختبارات الحمل.

## ربط القدم
كان ربط القدم في التاريخ الصيني في البداية علامة على التسلسل الهرمي والامتياز في المجتمع، لكن سرعان ما أصبح رمزًا للتمييز على أساس الجنس في عقول كثير من الناس، واستمر لأكثر من مئة عام. إن وجود قدم مربوطة يعني أن تبدو أكثر جمالًا، لأن الرجال يعتقدون أنه كلما كانت قدما المرأة أصغر، كانت أكثر جمالًا ولطفًا. كان من المُنتظر أن تحافظ النساء الصينيات في القرن التاسع عشر باستمرار على مظهرهن، إذ لم يكن لديهن الكثير من الحقوق الأخرى. لم يتمكنَّ من حيازة نفس القدر من الممتلكات، ولم يحصلنّ على تعليم جيد، وأظهرنّ الكثير من علامات «الوهن» لأنهنّ عوملن بشكل سيئ للغاية. مع ذلك، يشير علماء الدين والمجتمع الصيني أن النساء عمومًا لم يشعرن أبدًا بأنهنّ كنّ يتعرضن للإيذاء بإجبارهن على ربط أقدامهن، لكنهنّ تمردن بهدوء ضد هذه القاعدة الاجتماعية بطريقة تحايلية. كانت النسويات الصينيات الأوائل في القرن التاسع عشر تتغلب على القواعد المقيدة لهن، ولكن ليس بطريقة تورطهن في المتاعب.
كان يُنظر إلى الحصول على أقدام مربوطة على أنه امتياز؛ لأن العديد من النساء في الأسر الريفية من الطبقة الدنيا لم يتزوجن من رجال أعلى منهن اجتماعيًا قبل عام 1949، لذا لم يجدن عادة فائدة في المشاركة في ربط القدم. أشار ربط القدم إلى الاختلافات الجسدية بين الرجال والنساء، وبالتالي حث المجتمع الأبوي، إذ كان الآباء في المجتمع الصيني خلال هذا الوقت، يخيفون بناتهم في سن مبكرة جدًا من خلال إخبارهنّ بضرورة الزواج، وأن الأقدام المربوطة تضمن لهنّ السعادة في الحياة.
خلال احتجاجات حركة الرابع من مايو، بدأت النسويات الصينيات برفض ربط القدم لدلالته على السلطة الإقطاعية، إذ رأينه عدم مساواة كبيرة للنساء في النظام الاجتماعي الحديث الجديد في القرن العشرين. لاحظت إيرين دين -باحثة الحركة النسوية الصينية- أن حركة الثقافة الجديدة قد حولت بالفعل اتجاهات النساء إلى نغمات أكثر ليبرالية. فُرِضت العفة الأنثوية على النساء من خلال مفهوم ربط القدم وأسلوب المرأة في احترام زوجها والرجال الأعلى منها سلطةً. يدل وجود أقدام مربوطة على كبح جماح المرأة والسيطرة عليها من قبل مجتمع يهيمن عليه الذكور، وأما النساء فأردن خلال هذا الوقت أن يشعرن بمزيد من الحرية والاستقلال.